# Австрійська балка
Австрі́йська ба́лка (нім. Bindenschild, «перев'язаний щит») — середньовічний німецький герб, символ і малий герб Австрії. У червоному щиті срібна балка (нім. Binde, «перев'яз»). Походить від прапора штрійського роду Еппенштайнів, який вигас 1122 року; ці кольори успадкували Траунгауери, що вигасли 1138 року, і австрійські герцоги Бабенберги. Як герб вперше фігурує з середини ХІІІ століття в якості символа Бабенбергів. Згодом став гербом Нової Австрії, використовувався австрійськими Габсбургами. Входив до гербів Австрійського герцогства, Священної Римської імперії, Австрійської імперії, Австро-Угорщини, сучасної Австрії. Кольори герба — червоний-білий-червоний — використовуються у прапорі Австрії.

## Використання
- Австрійська балка зображена на великій печатці польського короля Олександра 1504—1505 років. Щиток із балкою розташований по центру печатки, поверх усіх інших земельних гербів. Він вказує на матір короля — імператорську принцесу Єлизавету, з династії австрійських Габсбургів.

## Галерея

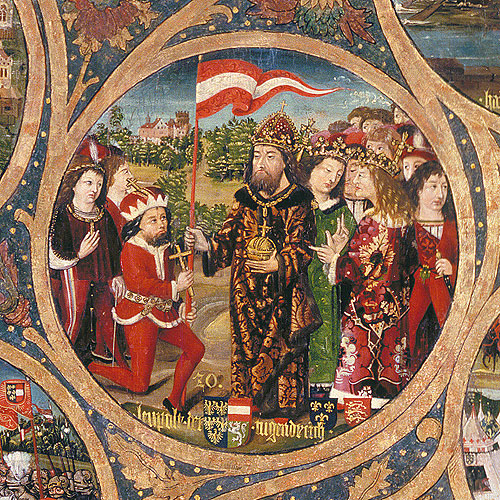
Леопольд V Бабенберг з прапором
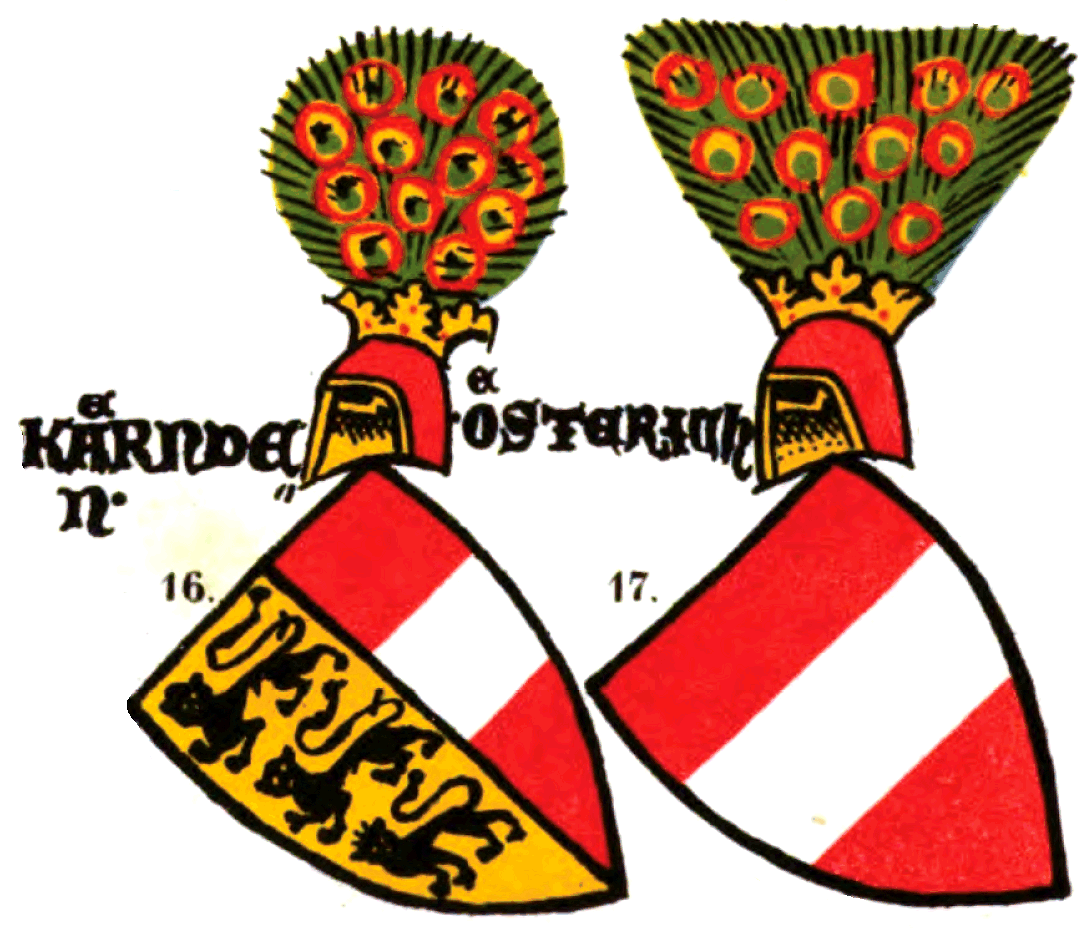
Цюріхський гербовник, 1345
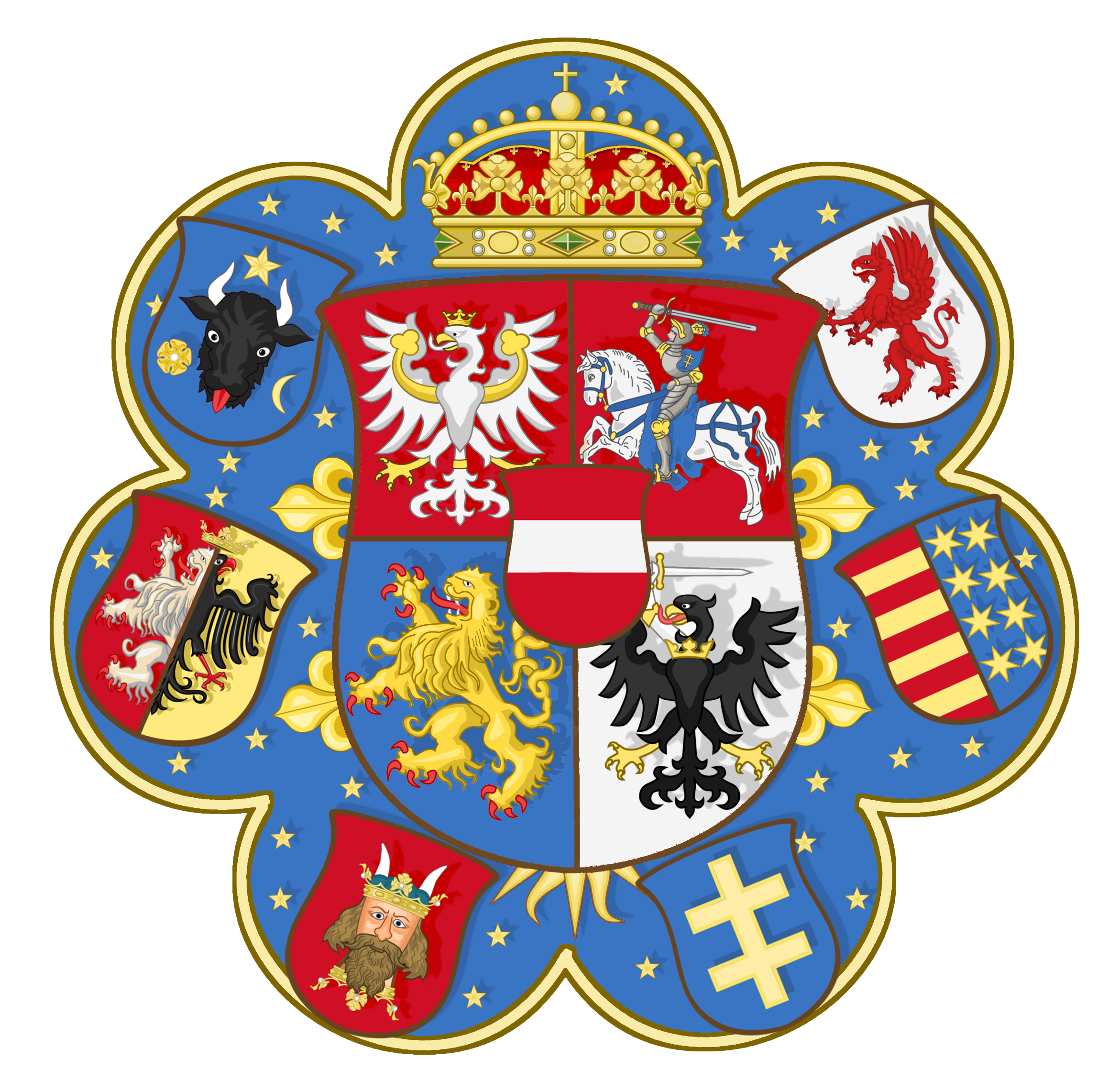
Печатка Олександра 1505
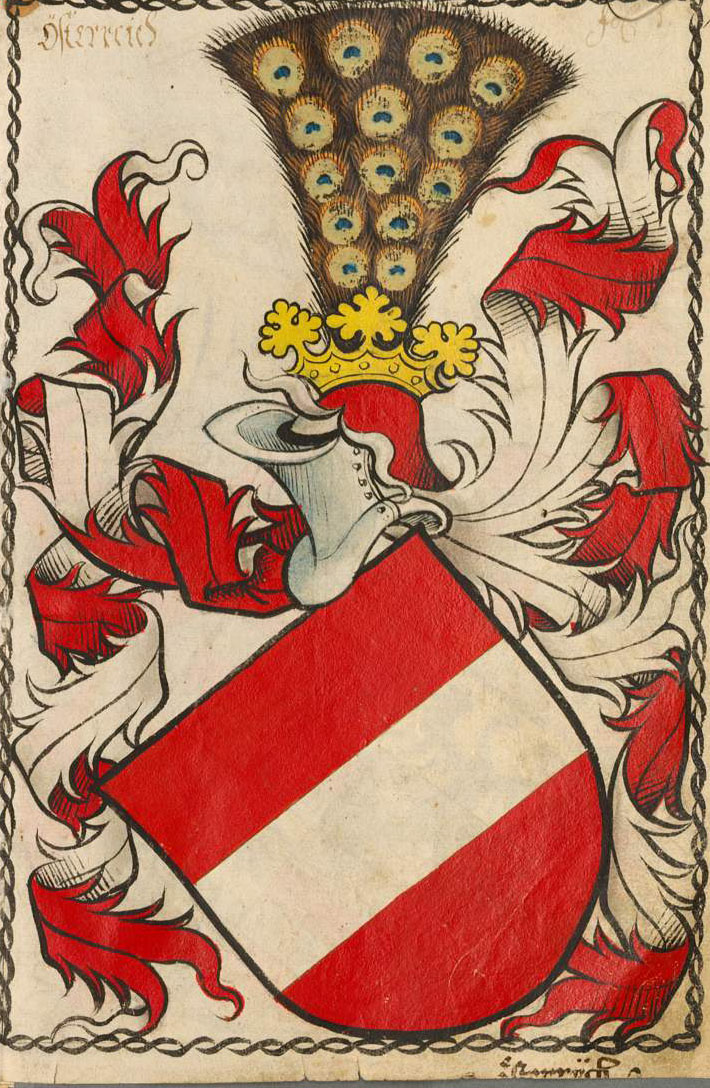
1480
Герб Австрії, 1915